# V5856 Sagittarii

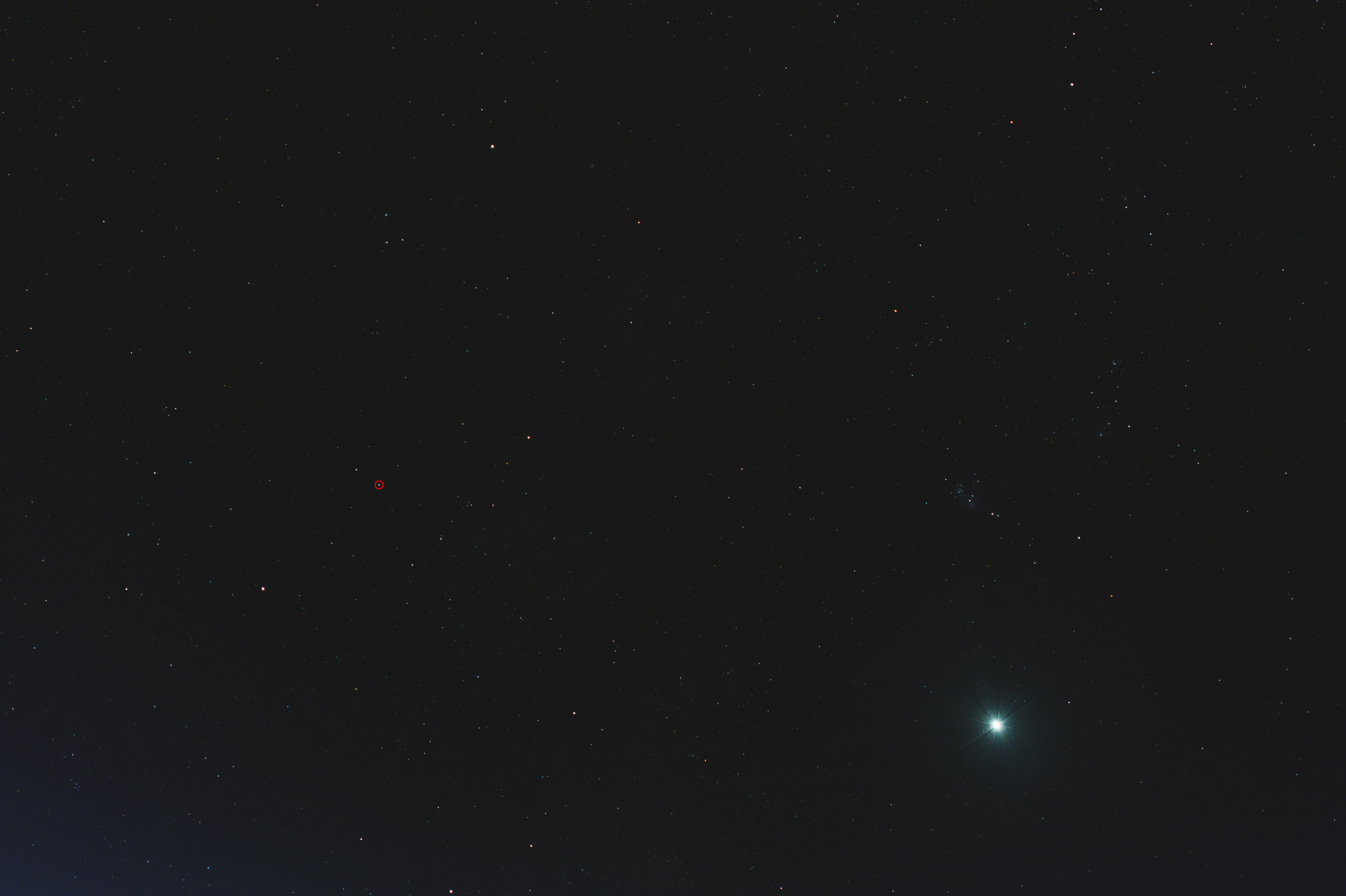
Venus und Nova V5856 Sagittarii.

V5856 Sagittarii, auch ASASSN-16ma, war eine Nova im Sternbild Schütze, die Anfang November 2016 eine Helligkeit von 5m,4 erreichte. Entdeckt wurde sie vom All Sky Automated Survey for SuperNovae.

## Koordinaten
- Rektaszension: 18h 20m 52s.25
- Deklination: −28° 22' 12".1